# Honoré 3. af Monaco
Honoré 3. (Honoré Camille Léonor Grimaldi; 10. november 1720 i Paris – 21. marts 1795 i Pars) var fyrste af Monaco fra 1733 til 1793.
Han var den anden søn af fyrstinde Louise Hippolyte af Monaco og Jacques (4.) Goyon de Matignon, senere fyrst Jacques 1. af Monaco. Han efterfulgte sin far på tronen ved dennes abdikation i 1733. I juli 1793 blev han under Den Franske Revolution fængslet i Conciergeriet i Paris, mens fyrstendømmet Monaco blev afskaffet af de revolutionære og dets territorium annekteret af Frankrig. I 1814 blev hans ældste søn indsat som fyrste under navnet Honoré 4., da fyrstendømmet Monaco blev genoprettet.